# Nocé
Nocé is een plaats en voormalige gemeente in het Franse departement Orne (regio Normandië) en telt 760 inwoners (1999). De plaats maakte deel uit van het arrondissement Mortagne-au-Perche.

## Geschiedenis
De gemeente is op 1 januari 2016 gefuseerd met de gemeenten Colonard-Corubert, Dancé, Préaux-du-Perche, Saint-Aubin-des-Grois en Saint-Jean-de-la-Forêt tot de gemeente Perche en Nocé, waarvan Nocé de hoofdplaats werd. 

## Geografie
De oppervlakte van Nocé bedraagt 21,0 km², de bevolkingsdichtheid is 36,2 inwoners per km².
De onderstaande kaart toont de ligging van Nocé met de belangrijkste infrastructuur en aangrenzende gemeenten.

## Demografie
Onderstaande figuur toont het verloop van het inwonertal (bron: INSEE-tellingen).
Colonard-le-Buisson · Corubert · Courthioust · Dancé · Nocé ·, Préaux-du-Perche · Saint-Aubin-des-Grois · Saint-Jean-de-la-Forêt · Saint-Hilaire-des-Noyers